# Lee Stanley
Lee Stanley, né le 23 mai 1943 à Burlington (Vermont), est un réalisateur, producteur, acteur, scénariste, monteur et directeur de la photographie américain.

## Filmographie

### Réalisateur
- 1971 : On the Line
- 1975 : Bicycle Safety
- 1975 : Walk Safe, Young America
- 1976 : Motorcycle Experience
- 1977 : Safety, Check Your Car
- 1980 : Off the Wall
- 1981 : Mountain Tops
- 1987 : Desperate Passage
- 1988 : To Your Health (vidéo)
- 1989 : Maiden Voyage (TV)
- 1990 : Father/Son
- 1991 : A Time for Life (TV)
- 1991 : Drug Watch L.A. (TV)
- 1992 : A Step Apart (TV)
- 1992 : Drug Watch L.A. - 2nd. Edition (TV)
- 1993 : Gridiron Gang (TV)
- 1993 : Good Cop, Bad Kid (TV)
- 1994 : Street Pirates
- 1997 : Crime Defense
- 1998 : Transitions (TV)
- 2000 : Held for Ransom
- 2001 : Carman: The Champion
- 2003 : Dream Chasers (TV)
- 2005 : Karate Kids Workout (vidéo)

### Producteur
- 1971 : On the Line
- 1981 : Mountain Tops
- 1983 : Les oiseaux se cachent pour mourir (The Thorn Birds) (feuilleton TV)
- 1987 : Desperate Passage
- 1989 : Maiden Voyage (TV)
- 1990 : Father/Son
- 1991 : A Time for Life (TV)
- 1991 : Drug Watch L.A. (TV)
- 1992 : A Step Apart (TV)
- 1992 : Drug Watch L.A. - 2nd. Edition (TV)
- 1993 : Gridiron Gang (TV)
- 1993 : Good Cop, Bad Kid (TV)
- 1997 : Crime Defense
- 1998 : Transitions (TV)
- 1999 : Speedvision Speedshop (série TV)
- 2003 : Dream Chasers (TV)
- 2005 : Karate Kids Workout (vidéo)

### Acteur
- 1955 : Graine de violence (Blackboard Jungle) : Kid
- 1963 : Mr. Novak (série TV) : Ryan
- 1965 : L'Express du colonel Von Ryan (Von Ryan's Express) : English prisoner
- 1966 : Qu'as-tu fait à la guerre, papa ? (What Did You Do in the War, Daddy?) : Pvt. Richards
- 1967 : Hôtel Saint-Gregory : Dixon
- 1967 : La Gnome-mobile (The Gnome-Mobile) : Singing Gnome
- 1968 : Angels from Hell (en) : Motor Cop
- 1968 : Destination Zebra, station polaire (Ice Station Zebra) : Lt. Martin Mitgang
- 1970 : Suppose They Gave a War and Nobody Came? : Davidson
- 1971 : Alerte sur le Wayne (Assault on the Wayne) (TV) : Lieutenant Manners
- 1972 : Votez McKay (The Candidate) : McKay's High School Friend
- 1975 : Walk Safe, Young America : Dad

### Scénariste
- 1971 : On the Line
- 1975 : Bicycle Safety
- 1975 : Walk Safe, Young America
- 1976 : Motorcycle Experience
- 1977 : Safety, Check Your Car
- 1981 : Mountain Tops
- 1983 : Les oiseaux se cachent pour mourir (The Thorn Birds) (feuilleton TV)
- 1991 : Drug Watch L.A. (TV)
- 1992 : A Step Apart (TV)
- 1992 : Drug Watch L.A. - 2nd. Edition (TV)
- 1993 : Gridiron Gang (TV)
- 1993 : Good Cop, Bad Kid (TV)
- 1997 : Crime Defense
- 1998 : Transitions (TV)
- 2000 : Held for Ransom
- 2001 : Carman: The Champion
- 2003 : Dream Chasers (TV)

### Monteur
- 1989 : Maiden Voyage (TV)

### Directeur de la photographie
- 1981 : Mountain Tops